# 会計管理者
会計管理者（かいけいかんりしゃ）は、地方公共団体の会計事務をつかさどる一般職の地方公務員。地方公共団体の長の補助機関であり、職員のうちから1人を、地方公共団体の長が命ずる。地方自治法第168条に規定があり、必置である。
- 地方自治法について以下では、条数のみ記載する。

## 概要
2007年4月1日、それまで特別職であった出納長（都道府県）・収入役（市町村）に替えて新設された役職である。
会計管理者は特別職ではなく一般職であるため、議会の同意を得ることなく、長が任命できる。地方自治法では一般の部局とは別に置かれることが予定されているが、総務部長が会計管理者を兼任することなどは規制されていない。ただしかつては条例で長や助役に収入役の事務を兼掌させるケースも多かったが、改正後の地方自治法の会計管理者は長などとの兼掌が認められていない（第166条第2項・第141条）。普通地方公共団体の長、副知事若しくは副市町村長又は監査委員と親子、夫婦又は兄弟姉妹の関係にある者は、会計管理者となることができない（第169条第1項）。前述の関係が生じた時は失職する（第169条第2項）。
地方公共団体の長は、会計管理者に事故がある場合において必要があるときは、普通地方公共団体の長の補助機関である職員にその事務を代理させることができる（第170条第3項）。なお、会計管理者は選任に議会の同意が不要な一般職であり、後任をただちに選任できることから旧地方自治法にあった収入役等が欠けたときの規定は設けられなかった。
通常、都道府県では、部長級（民間企業では役員級）の幹部職員とされる役職である。

## 職務
会計管理者は、当該地方公共団体の次のような会計事務をつかさどる（第170条）。ただし、地方公営企業の会計事務は除く。
1. 現金（現金に代えて納付される証券及び基金に属する現金を含む）の出納及び保管を行うこと。
2. 小切手を振り出すこと。
3. 有価証券（公有財産又は基金に属するものを含む）の出納及び保管を行うこと。
4. 物品（基金に属する動産を含む）の出納及び保管（使用中の物品に係る保管を除く）を行うこと。
5. 現金及び財産の記録管理を行うこと。
6. 支出負担行為に関する確認を行うこと。
7. 決算を調製し、これを普通地方公共団体の長に提出すること。

## 補助組織
会計管理者の事務を補助させるため出納員その他の会計職員が置かれる（第171条第1項）。
都道府県知事、市町村長といった地方公共団体の長は、会計管理者の権限に属する事務を処理させるため、規則によって必要な組織を設けることができる（第171条第5項）。会計管理者の補助組織は会計室や会計管理局等の名称を用いている。